# 科兹明湾
科兹明湾（俄语：Бухта Козьмина）是滨海边疆区纳霍德卡城区的海湾，在纳霍德卡湾东岸，以科兹明角和克雷洛夫角为限，长3.3公里，面积1.1平方公里。科兹米诺位于岸边。海湾以普罗科菲·塔拉索维奇·科兹明命名。